# Paissandu (Recife)
Paissandu (Paiçandu)  é um bairro do Recife, Pernambuco. Localiza-se às margens do Rio Capibaribe. O bairro faz limites com Derby, Boa Vista, Ilha do Leite. Através do rio, faz limites com Ilha do Retiro. Assim como a Ilha do Leite,é ocupado principalmente por clínicas médicas, restaurantes, bares e empresariais.
Faz parte da 1ª Região Político-Administrativa da capital (RPA1), distante 3 km. do Marco Zero.

## História
Localizado às margens do Rio Capibaribe, em suas terras residiu o governador Luís do Rego Barreto, e foi palco de algumas batalhas que ilustram a História do Brasil, como a Setembrizada.
Sua área é utilizada por clínicas médicas, que, junto com os bairros do Derby e Ilha do Leite, forma um dos maiores polos médicos do país.

## Dados demográficos
Localização: Situa-se na RPA: 1, Microrregião: 1.2 
Área Territorial (hectare): 34
População Residente : 507 habitantes
Densidade demográfica: 14,70 hab./ha.

## Edificações
- Real Hospital Português de Beneficência em Pernambuco
- Hospital São Marcos
- Colégio GGE (Unidade Centro)